# 張旺舅
张旺舅，元朝安丰霍丘（今安徽省霍邱县）人。
张旺舅幼年丧父，母陈氏在贫苦中守节。张旺舅九岁，卖锡糖来养母亲。长大后，母亲得病，卧床数月，张旺舅无钱请医，只有日夜痛哭，祈祷上天求代，不久母亲病愈。又因为自己生业微小不能多供养，终身不娶，来养母终老。县令上报朝廷，得到旌表。